# Руссман, Исаак Борисович
Исаак Борисович Руссман (7 марта 1938 — 11 июля 2005) —  российский учёный и педагог, специалист по экономико-математическому моделированию, доцент кафедры математических методов исследования операций ВГУ.

## Биография
Исаак Борисович Руссман родился 7 марта 1938 года в Воронеже. С детства мечтал об астрономии, но, поступив в 1955 году в Воронежский государственный университет на физико-математический факультет, навсегда связал с ним свою жизнь. С 1969 года и до конца жизни Исаак Борисович проработал на кафедре математических методов исследования операций. Длительный период он возглавлял эту кафедру, а затем был ответственным за научно-исследовательскую работу.

## Научная деятельность
В круг научных интересов Руссмана входили различные вопросы, касающиеся моделирования целенаправленных систем (экономических, социальных, организационных); проблемы, связанные с оценкой качества (квалиметрия); общие вопросы построения оценочных моделей. Им была создана теория оценок «трудность достижения цели», идея которой заключается в оценке соответствия некоторой величины заданному требованию. Для этих оценок предложены различные типы сверток; аналоги производственных функций для агрегирования оценок качества; модели баланса для качественных и количественных характеристик сложных объектов и систем; оптимизационные модели ресурсного обеспечения целенаправленных систем различного назначения. На основе оценок «трудность достижения цели» строятся модели контроля и управления в организационных системах, оптимизационные модели формирования портфеля (которые представляют, по сути, новый подход к известной задаче управления портфелем. Эти оценки стали визитной карточкой Руссмана как ученого. Они получили своё развитие в кандидатских и докторских диссертациях его учеников. Очень активно он занимался проблемами качества. Многие идеи, лежащие в основе систем управления качеством, «проповедовались» Руссманом ещё в середине 1970-х годов.
Среди тех, кто работал и близко общался с Руссманом, можно назвать Краснера Н. Я., Берманта М. А., Миркина Я. М., Клейнера Г. Б., Жака С. В., Эйтингона В. Н. Руссман был постоянным участником конференций научной школы-семинара «Системное моделирование социально-экономических процессов» имени С.С. Шаталина, а также несколько раз входил в оргкомитет или был руководителем секций этой школы-семинара.

## Научное наследие
- Статьи, научные публикации, книги в формате PDF и DjVu